# Abu Muslim al-Turkmani
Fāḍel Aḥmed ʿAbd Allāh al-Ḥiyālī (in arabo ﻓﺎﺿﻞ ﺍﺣﻤﺪ ﻋﺒﺪالله ﺍﻟﺤﻴﺎﻟﻲ‎?; Tell 'Afar, 1959 – Mosul, 18 agosto 2015) è stato un generale iracheno.

## Biografia
Fāḍel Aḥmed ʿAbd Allāh al-Ḥiyālī - il cui nome di battaglia era Abū Muslim al-Turkmānī (in arabo ﺍﺑﻮ ﻣﺴﻠﻢ ﺍﻟﺘﺮﻛﻤﺎﻧﻲ‎?), ma anche Abū Muʿtazz al-Qurashī, - era un generale iracheno sotto Saddam Hussein. Secondo alcuni documenti scoperti in Iraq era un tenente colonnello dell'unità di intelligence (Istikhbarat), e trascorse anche del tempo tra le forze speciali della Guardia Repubblicana Speciale fino all'arrivo delle prime forze americane nella Seconda guerra del golfo.
Congedato dalle forze armate irachene si unì ai ribelli musulmani sunniti per combattere contro gli statunitensi. Come altri leader dello Stato Islamico, al-Turkmani ha vissuto un periodo di detenzione nella prigione statunitense di Camp Bucca, in Iraq.
Dal novembre 2014 è stato il governatore dei territori iracheni del califfato dello Stato Islamico e i governatorati che lo Stato islamico vorrebbe conquistare, ed era considerato uno dei vice, assieme ad Abu Ali al-Anbari che si occupava della Siria, di Abu Bakr al-Baghdadi. Il suo ruolo politico era quello di supervisionare i consigli locali, mentre quello militare comprendeva la direzione di operazioni contro gli opponenti dello Stato Islamico.
Il 18 agosto 2015 è stato ucciso da un drone americano vicino Mosul. La notizia è stata poi confermata dal portavoce dello Stato Islamico Abu Muhammad al-'Adnani.